# Beziehungen zwischen dem Heiligen Stuhl und Osttimor
Der Heilige Stuhl und Osttimor unterhalten freundschaftliche Beziehungen.

## Geschichte

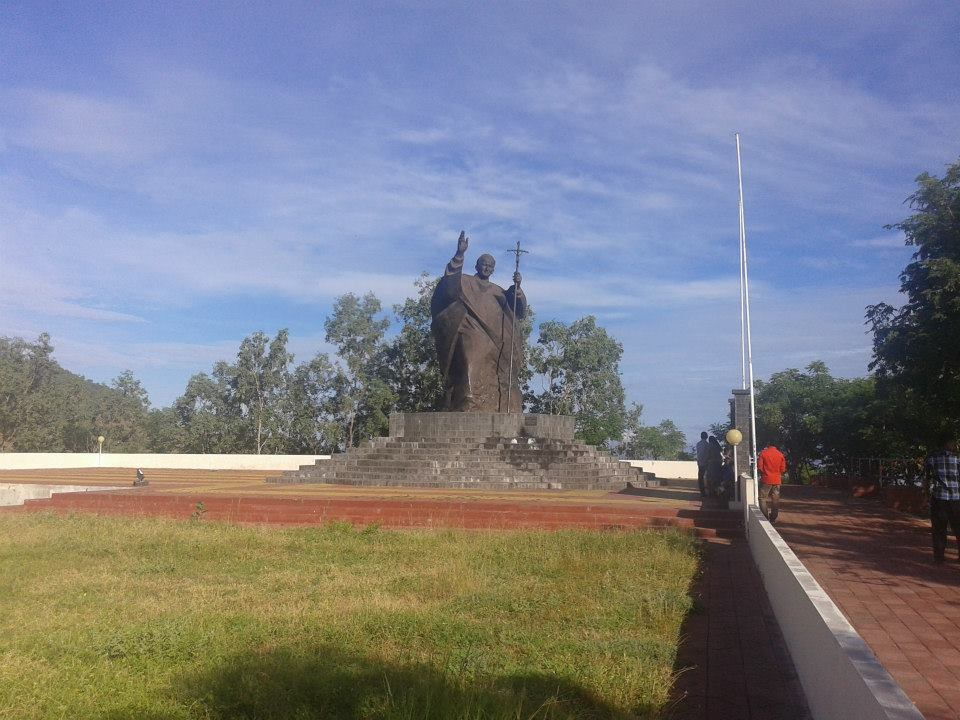
Die Papststatue im Park in Tasitolu

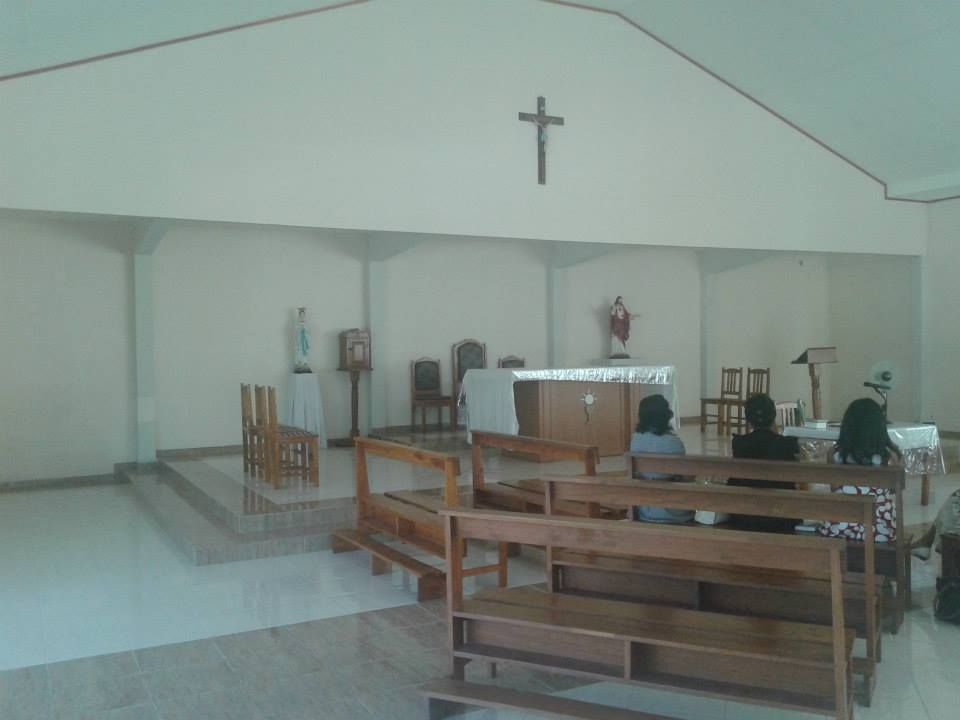
In der Kirche des Johannes-Paul-II.-Monuments

Osttimor ist, neben den Philippinen, das einzige Land Asiens mit einer römisch-katholischen Mehrheit. Der Römisch-katholischen Kirche gehören 97,6 % der Bevölkerung in Osttimor an.
Die erste Landung der Portugiesen auf Timor gilt als Beginn der Evangelisierung der Insel Timor. Am 18. August 1515 betraten portugiesische Dominikaner im heutigen Oe-Cusse Ambeno erstmals timoresischen Boden. Mehrfach kam es zu Konflikten zwischen der portugiesischen Kolonialregierung was wiederholt zur Verbannung der Missionare von der Insel führte. Gegen Ende der portugiesischen Herrschaft 1975 bekannten sich nur etwa 30 Prozent der Bevölkerung zum katholischen Glauben.
Unter Martinho da Costa Lopes, dem apostolischen Administrator von Dili von 1977 bis 1983, entwickelte sich die katholische Kirche zur großen Unterstützerin der osttimoresischen Bestrebungen für die Unabhängigkeit von der indonesischen Besetzung (1975–1999). Carlos Filipe Ximenes Belo, der Nachfolger von Lopes und ab 1988 Bischof von Dili erhielt für sein Engagement für Osttimor zusammen mit José Ramos-Horta 1996 den Friedensnobelpreis.
Der Besuch von Papst Johannes Paul II. am 12. Oktober 1989 in Osttimor stärkte das Selbstbewusstsein der Bevölkerung und rückte den Konflikt für kurze Zeit wieder in das Bewusstsein der Weltöffentlichkeit. Nach der Messe in Tasitolu entfaltete eine Gruppe junger Leute Transparente. Sie demonstrierten für Selbstbestimmung und gegen Menschenrechtsverletzungen. Diesem für Indonesien peinlichen Moment folgte eine Welle von Verhaftungen und Folter. Das Johannes-Paul-II.-Monument in Tasitolu erinnert heute an den Besuch. Als Johannes Paul II. 2005 starb, wurde eine dreitägige Staatstrauer in Osttimor ausgerufen.
Das seit 2002 unabhängige Osttimor ist ein säkularer Staat und es herrscht laut Verfassung Religionsfreiheit. José Ramos-Horta betonte aber in seiner Antrittsrede als Premierminister 2006 die Bedeutung der katholischen Kirche als ein das Land vereinigendes und zwischen den verschiedenen Konfliktparteien aussöhnendes Element. Am 14. August 2015 wurde anlässlich des 500. Jubiläums der Evangelisierung Timors zwischen Osttimor und dem Vatikan ein Konkordat unterzeichnet. Es definiert die Bereiche, in denen die katholische Kirche unabhängig vom Staat handeln kann, so bei der spirituellen Betreuung in Gefängnissen, Kranken- und Waisenhäusern und bei der Führung eigener Schulen auf jeder Bildungsstufe.
2024 besuchte Papst Franziskus den südostasiatischen Staat. Etwa 600.000 Menschen nahmen an der Messe in Tasitolu teil. Nach der Nachricht vom Tode von Franziskus am 21. April 2025 versammelten sich zahlreiche Osttimoresen auf dem Gelände der großen Messe in Tasitolu und entzündeten Tausende von Kerzen. Am Tag der Beisetzung von Franziskus versammelten sich zur Gedenkmesse erneut 300.000 Menschen in Tasitolu.

## Diplomatie

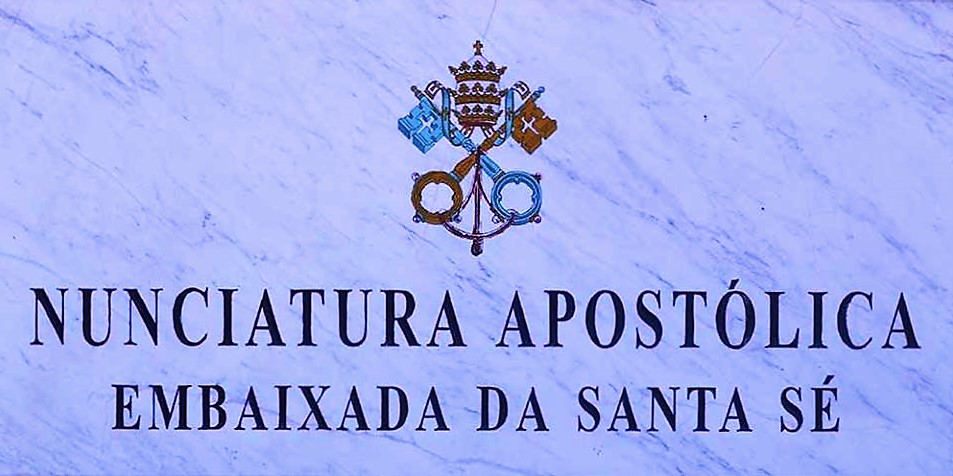
Schild der Apostolischen Nuntiatur in Dili

Seit 2003 ist ein Apostolischer Nuntius in Dili ansässig.
Seit 2007 hat Osttimor einen Botschafter beim Heiligen Stuhl in Rom.

## Einreisebestimmungen
Für Osttimoresen gilt in der Vatikanstadt Visafreiheit.